# Elinor Goldschmied
Elinor Violet Sinnott Goldschmied (Gloucester, 15 dicembre 1910 – Londra, 27 febbraio 2009) è stata un'educatrice e pedagogista britannica.
I suoi studi, le sue ricerche e le sue opere hanno contribuito a creare l'apparato moderno della psicopedagogia e parte delle pratiche per la cura dei disturbi dell'infanzia. Uno dei suoi lavori più noti e apprezzati è il gioco del "cesto dei tesori", descritto per la prima volta nel 1994 in People Under Three e il "Gioco Euristico" per i bambini dai 10 ai 18 mesi, sperimentato ampiamente in Italia tra gli anni 1980 e 1988 a partire dagli asili nido di Cinisello Balsamo insieme a M. Paola Casali.

## Biografia
Elinor Sinnott nasce nel 1910 a Gloucester, nel Gloucestershire (Gran Bretagna), da una famiglia di campagna molto numerosa, quarta di 7 figli, dei quali 5 femmine. Fin da piccola, anche in virtù del fatto di una famiglia numerosa, si abitua alle larghe compagnie, imparando l'importanza dell'unità e del divertimento di gruppo.
Nella pubertà è interessata al teatro, ma dopo aver terminato la High School Clifton di Bristol e conseguito un diploma per l'insegnamento nelle scuole primarie a Darlington, inizia a dedicarsi all'ambito educativo delle fasce infantili.
Vicina ad associazioni come Yost Ballett, gruppo Bauhaus e Cechov, prosegue gli studi al Dipartimento di Salute Mentale della London School of Economics dove riceve una borsa di studio e la qualifica di assistente sociale psichiatrico. Proprio qui nel 1937 fa la conoscenza di Guido Goldschmied, un ebreo di  Trieste, ma che dopo la promulgazione delle leggi razziali fasciste si trasferisce a Londra per seguire corsi di diritto inglese.
Iniziando una lunga frequentazione, interrotta per motivi di natura politica (Guido verrà trasferito in Canada fino al 1941 essendo cittadino di paese nemico in quanto italiano), i due si sposano lo stesso anno. In questo periodo, Elinor entra nel pieno dei suoi studi sull'infanzia con l'aiuto di esperti del settore come Anna Freud, Susas Isaacs e Donald Winnicott.
Inizia l'esperienza attiva sul campo dapprima aprendo un asilo nido a Cambridge e in seguito un altro a Londra. Qui segue studi sulla psicologia dei bambini e le loro esigenze, studiando la possibile esistenza di danni sensoriali e psicologici dovuti a all'inattività e la mancanza di relazioni d'amicizia e affettive.   